# Archibald Cary Coolidge

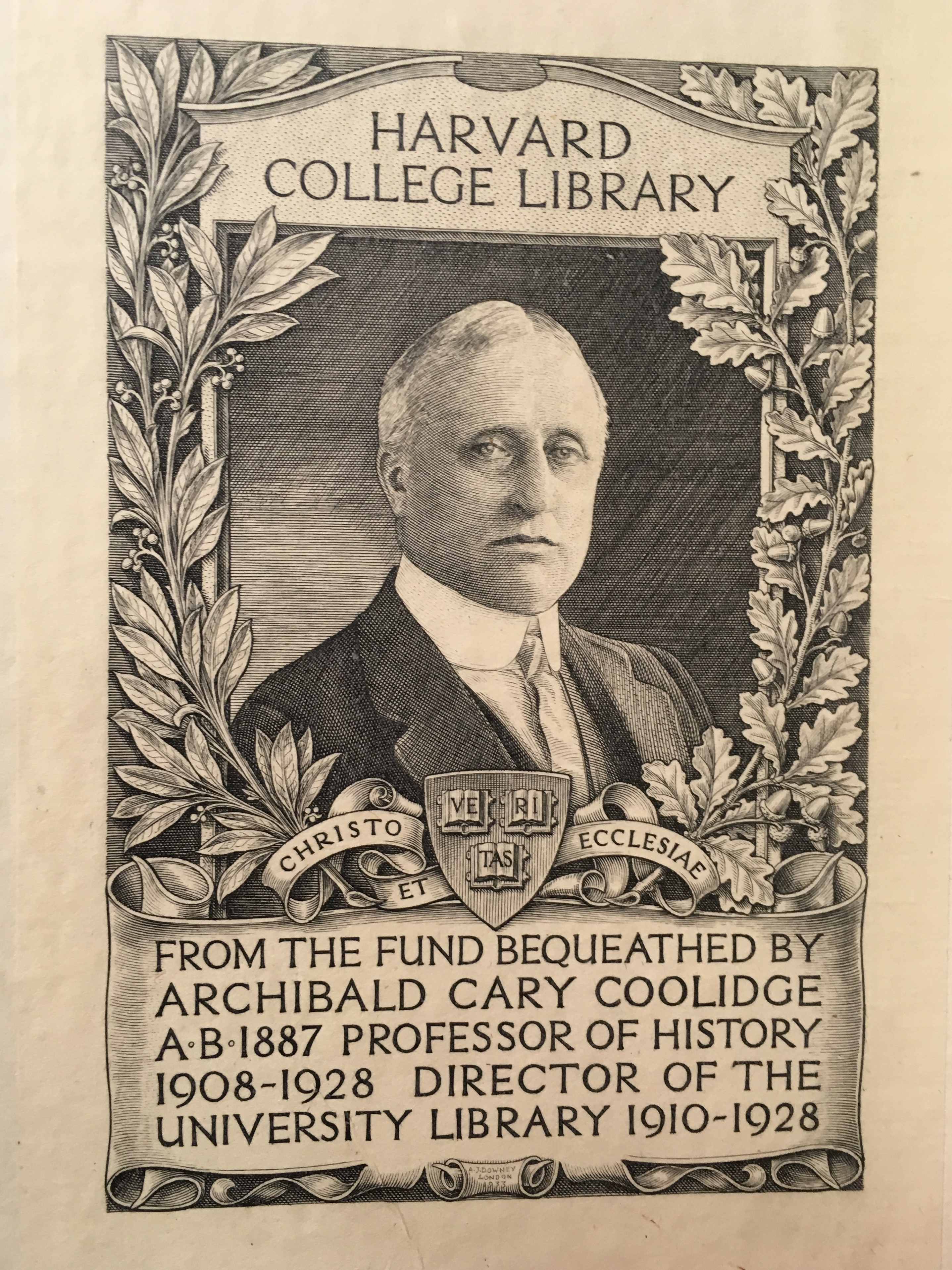
Archibald Cary Coolidge, 1915

Archibald Cary Coolidge (* 6. März 1866 in Boston, Massachusetts; † 14. Januar 1928 ebenda) war ein US-amerikanischer Diplomat und Historiker.
Coolidge stammte aus einer prominenten Bostoner Familie. Er war ein Neffe von T. Jefferson Coolidge sowie Phillip Sidney Coolidge und studierte an der Harvard University Geschichte mit dem Abschluss summa cum laude 1887. Außerdem studierte er an der École des Sciences Politiques in Paris, der Universität Berlin und der Universität Freiburg, an der er 1892 promoviert wurde (Theoretical and foreign elements in the formation of the American constitution). Danach war er Instructor in Harvard, 1899 Assistant Professor und 1908 Professor für Geschichte. Außerdem war er ab 1910 Direktor der Harvard University Library und baute diese stark aus. 1910 wurde er in die American Academy of Arts and Sciences gewählt.
Neben seiner akademischen Karriere war er vor seiner Professur in Harvard zwischenzeitlich immer wieder im diplomatischen Dienst der USA. 1890/91 war er Sekretär der amerikanischen Gesandtschaft in Sankt Petersburg, 1892 Privatsekretär des amerikanischen Botschafters in Paris und 1893 Sekretär der amerikanischen Botschaft in Wien. Gegen Ende des Ersten Weltkrieges gehörte er zum Kreis um Woodrow Wilson, wurde 1918 vom Außenministerium nach Russland geschickt und 1919 nach Wien (Coolidge Mission), um die politischen Vorgänge zu beobachten und den US-Delegierten der Pariser Friedenskonferenz zu berichten. 1921 organisierte er humanitäre Hilfe für das von einer Hungersnot mitgenommene Russland.
Als Historiker befasste er sich mit Diplomatiegeschichte besonders des 19. Jahrhunderts. Einer seiner Schwerpunkte war Russische Geschichte, er initiierte und förderte aber auch historischen Forschung vor allem in bis dahin in Harvard und den USA vernachlässigten Bereichen wie zur Türkei, Nordeuropa, den Fernen Osten, Lateinamerika und auch Slawistische Studien.
1906 war er Gastprofessor in Paris und 1913 in Berlin. Er war einer der Gründer des Council on Foreign Relations und war ab 1922 erster Herausgeber von dessen Zeitschrift Foreign Affairs.

## Schriften
- The United States as a World Power, Macmillan 1908
  - Deutsche Übersetzung: Die Vereinigten Staaten als Weltmacht; eine Betrachtung über internationale Politik, übersetzt von Walter Lichtenstein, Mittler, Berlin 1908
- The Origins of the Triple Alliance. Three Lectures, New York: Scribners 1917
- Ten Years of War and Peace, Harvard University Press 1927